# Esparver canyella
L'esparver canyella (Accipiter rufiventris) és un ocell rapinyaire de la família dels accipítrids (Accipitridae). Habita boscos de l'Àfrica oriental i Meridional, a Eritrea, Etiòpia, sud-est del Sudan, República Democràtica del Congo, Uganda, Kenya, i a través de Tanzània, Zàmbia, Angola, Malawi, oest de Moçambic i Zimbàbue fins a l'est i sud de Sud-àfrica. El seu estat de conservació es considera de risc mínim.